# Anaxagorea brachycarpa
Anaxagorea brachycarpa é uma espécie de magnólia. Foi descrito pela primeira vez por Robert Elias Fries. Anaxagorea brachycarpa pertence ao gênero Anaxagorea, e família Annonaceae. Não há tipos listados como este.